# アメリカネズコ
アメリカネズコ（学名: Thuja plicata）は、裸子植物マツ綱のヒノキ科クロベ属（ネズコ属）に分類される常緑針葉樹の1種である。材はスギにやや似ており、木材業などではベイスギ（米杉）とよばれることが多い。クロベ属の中では最も大きくなる種であり、樹高70メートル、幹直径6メートルに達することがある。小枝は平面状に分枝し、十字対生する鱗片状の葉によって扁平に覆われる。"花期"は春、球果は秋に熟し、瓦重ね状の対生する鱗片状の果鱗からなる。北米西部のアラスカからカリフォルニア州北部に分布する。材は建築材などに広く利用されており、日本などへも多く輸出されている。自生地の先住民は、トーテムポールなどさまざまな形で利用していた。

## 特徴
常緑高木になる針葉樹であり、幹は直立し、大きなものは高さ50–70メートル (m)、幹の胸高直径 2–6 m になる（図1, 2）。ときに幹の基部が板根状に突出する（下図2c）。樹冠は円錐形から不定形。樹皮は赤褐色から灰褐色、繊維状、縦に薄く剥がれる（下図2b, c）。小枝は平面的に分枝して広がり、鱗形葉に覆われている（下記参照）。
葉は鱗片状、長さ1–6ミリメートル (mm) ほどであり、鋭頭、緑色、十字対生して小枝を扁平に覆う（下図3）。背腹性を示し、裏側（背軸側）の葉には白色の気孔帯がある。
雌雄同株、球花を1年おきにつけ、"花期"は沿岸域・南方では3–4月、内陸・北方では5–6月。雄球花は木の下部の小枝の先端につき、赤褐色、長さ 1–3 mm、2対の小胞子葉（"雄しべ"）からなる（下図4a）。雌球花は木の上部の枝の先端付近につき、緑色。球果は楕円形、最初は緑色だが8–9月に熟して褐色になり、長さ 10-12 mm、扁平で瓦状に配置した4対の果鱗からなり（下図4b）、秋に種子を放出する。種子は1球果に8–14個（3–6個）、長さ 4–7.5 mm、赤褐色、翼をもつ。染色体数は 2n = 22。
葉の精油成分としてはα-ツジョンが多く、他にβ-ツジョン、フェンコン、サビネン、terpinen-4-ol、beyereneも含む。心材の精油成分としては、C11-エステル、1,4-シネオール、フェンコール、γ-オイデスモール、ツヤ酸、およびα-, β-, γ-ツヤプリシンを含む（β-ツヤプリシンはヒノキチオールともよばれる）。

## 分布・生態
北米北西部に分布し、アラスカ、カナダ（ブリティッシュコロンビア州、アルバータ州）、米国本土（ワシントン州、オレゴン州、アイダホ州、モンタナ州、カリフォルニア州）にかけて見られる（下図5）。太平洋沿岸域からカスケード山脈、およびロッキー山脈の、標高0メートルから約2,000メートル、やや湿潤な地に生育する（下図）。植生遷移初期に侵入することもあるが、耐陰性が非常に高く、極相の構成種ともなる。
純林を形成することもあるが、ふつうモンティコーラマツ、コントルタマツ、ベイマツ、アメリカツガ、Abies grandis（マツ科）、Taxus brevifolia（イチイ科）、Populus trichocarpa（ヤナギ科）などと混生する。さらに、沿岸域では Tsuga mertensiana、シトカトウヒ、ウツクシモミ（マツ科）、ローソンヒノキ、Chamaecyparis nootkatensis、オニヒバ（ヒノキ科）、Alnus rubra（カバノキ科）、Acer macrophyllum（ムクロジ科）、Arbutus menziesii（ツツジ科）なども、内陸域ではポンデローサマツ、ミヤマバルサム、Larix occidentalis、エンゲルマントウヒ、Picea glauca（マツ科）なども混生する。
虫害は少ないが、種子に対して Mayetiola thujae（タマバエ科）、苗木に対して Steremnius carinatus（ゾウムシ科）、成木に対して Phloeosinus sequoiae（ゾウムシ科）、Trachykele blondeli（タマムシ科）がそれぞれ害を与えることがある。
菌類による病害も少ないが、Didymascella thjina（子嚢菌門ズキンタケ綱）が苗木に対して害を与えることがある。また、Phellinus weiri、Armillaria mellea、Perenniporia subacida（担子菌門ハラタケ綱）による根腐れ病などが問題となることがある。沿岸域では Oligoporus sericeomollis、Ceriporiopsis rivulosa が、内陸域では 0. sericeomollis、Coniferiporia weirii（いずれも担子菌門ハラタケ綱）が、幹腐れを引き起こす。
アメリカネズコの苗木や若木は、シカやヘラジカ、齧歯類にとって重要な餌（特に冬季）であり、その食害を受けることがある。

## 特筆される個体
アメリカネズコは、クロベ属（ネズコ属）の中で最も大きくなる（下図6）。レーニア山国立公園（米国ワシントン州）内に生育するある個体は高さ 71.3 m に達し（1996年に報告）、最も樹高が高いアメリカネズコとされる。バンクーバー島（カナダ）の西岸に生育する Cheewhat Lake Cedar とよばれる個体は、高さ 55.5 m、胸高直径 5.84 m、幹の体積は449立方メートル (m3) あり、最も大きなアメリカネズコとされる。オリンピック国立公園（ワシントン州）のクイノールト湖近くにある Willaby Creek tree とよばれる個体も大きく、幹体積は 351 m3 ある。また、同じくクイノールト湖近くにあった Quinault Lake Cedar とよばれる個体は高さ 53.0 m、胸高直径 5.94 m、幹体積が 約500 m3 に達していたが（下図6c）、2016年7月に倒伏した。
年輪の測定による確実な例としては、オリンピック国有林（米国ワシントン州）のある個体が1,460歳であることが報告されている。明らかにこれより老齢と思われる個体もあるが、正確な樹齢は不明である。

## 人間との関わり
材は耐久性が高く、軽軟で断熱性が良いため、建築材（特に屋根）、電柱、フェンス、杭、家具、棺などに用いられ、またパルプともされる。日本へも多く輸出されており、集成材や天井板に利用される。材は軽軟で気乾比重はおよそ0.37、加工は容易、強度は高くないが、耐久性は非常に高い。辺材は白色、心材は赤褐色、色調が均一ではなく、芳香があり（スギとは異なる香り）、木理は通直、年輪幅は均一、木肌は中程度からやや粗。
材に含まれるトロポロン化合物のため、木材加工者にアレルギーを引き起こすことがあり（日本産の同属別種であるクロベでも同様）、「ベイスギぜんそく」とよばれる。また、花粉症の原因となることもある。
北米北西部の先住民にとって、アメリカネズコは極めて重要な樹種であった。材は建築や船、トーテムポールの材料とされ、樹皮を細断して編んだものは衣服や装身具、敷物、容器とされ、小枝や根も利用された（上図7）。また、生薬としても利用され、歯痛止め、咳止め、風邪薬など部族によってさまざまに用いられた。精神的な力を与えてくれる存在とされたり、体を清めるために用いられ、クワキウトル族は「生命の木」とよぶ。セイリッシュ語族の神話では、常に人のために生きていた男が埋葬された場所からアメリカネズコが育ち、人々の役に立っているとされる。
観賞用にも利用され、生垣などに仕立てられる。園芸品種として、'Atrovirens'（アトロヴィレンス）、'Aurea'（オーレア）、'Cancan'（キャンキャン）、'Fastigiata'、'Stonehan Gold'（ストネーハン ゴールド）、'Winter Pink'（ウインター ピンク）、'Zebrina'（ゼブリナ）などがある。
アメリカネズコは、カナダのブリティッシュコロンビア州の州の木とされている。

## ギャラリー

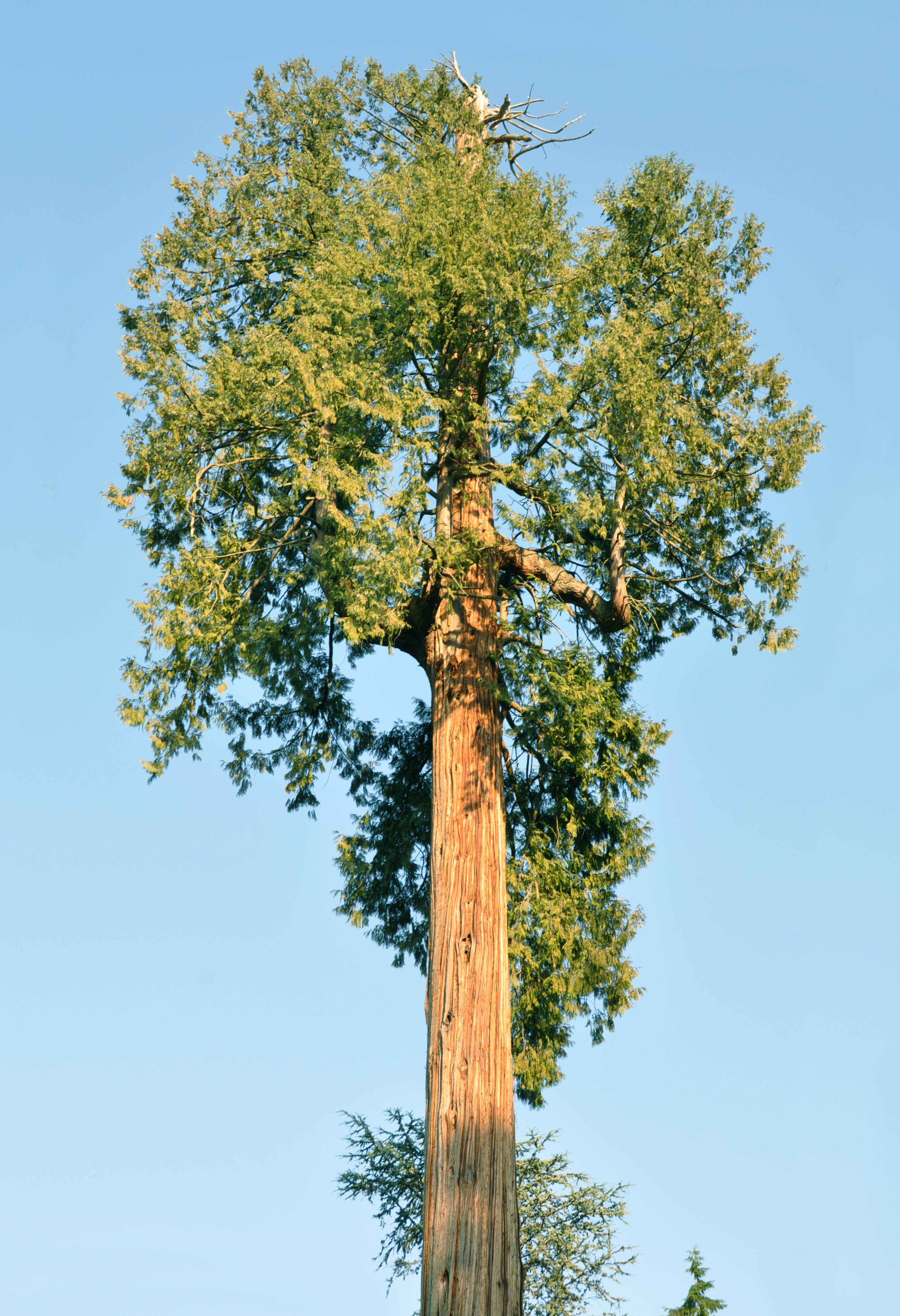
バンクーバー島
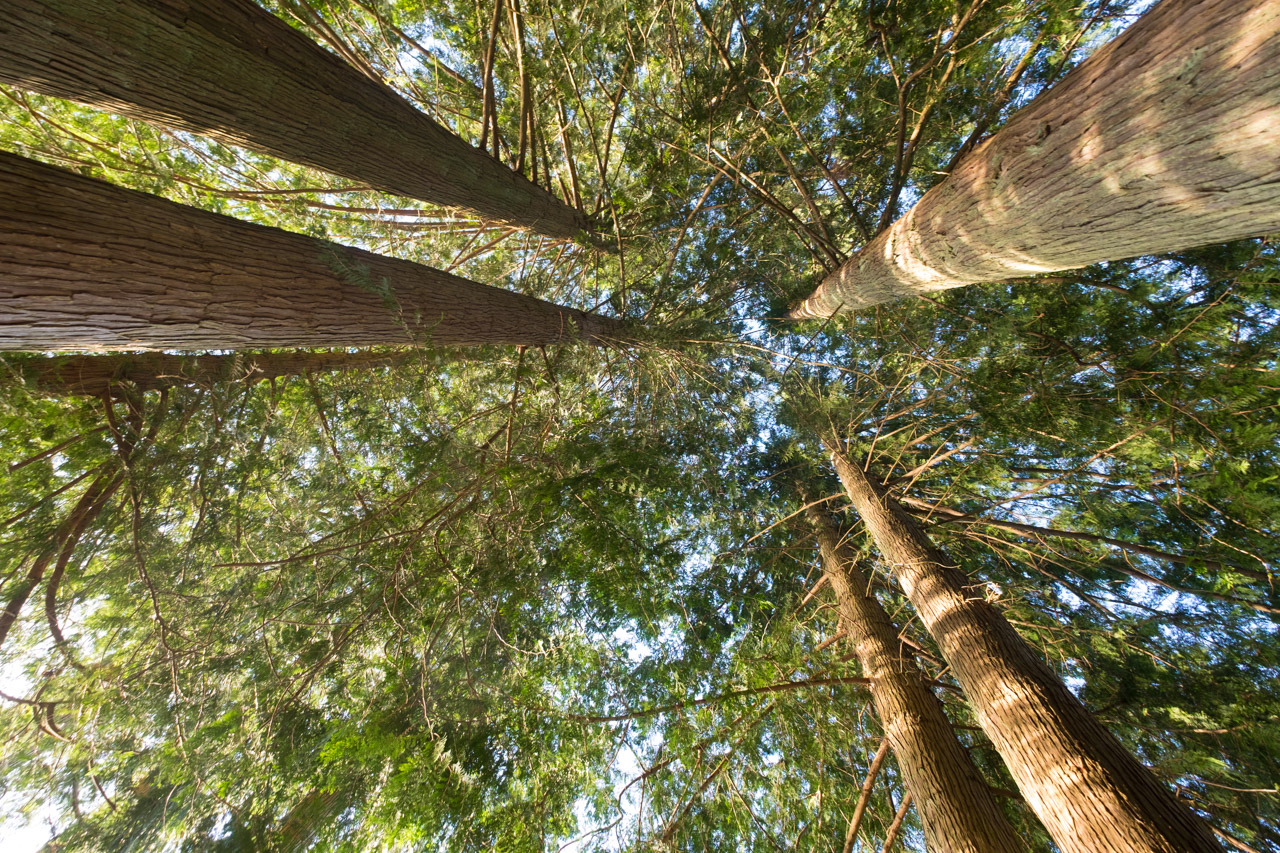
キーツ島（英語版）にて
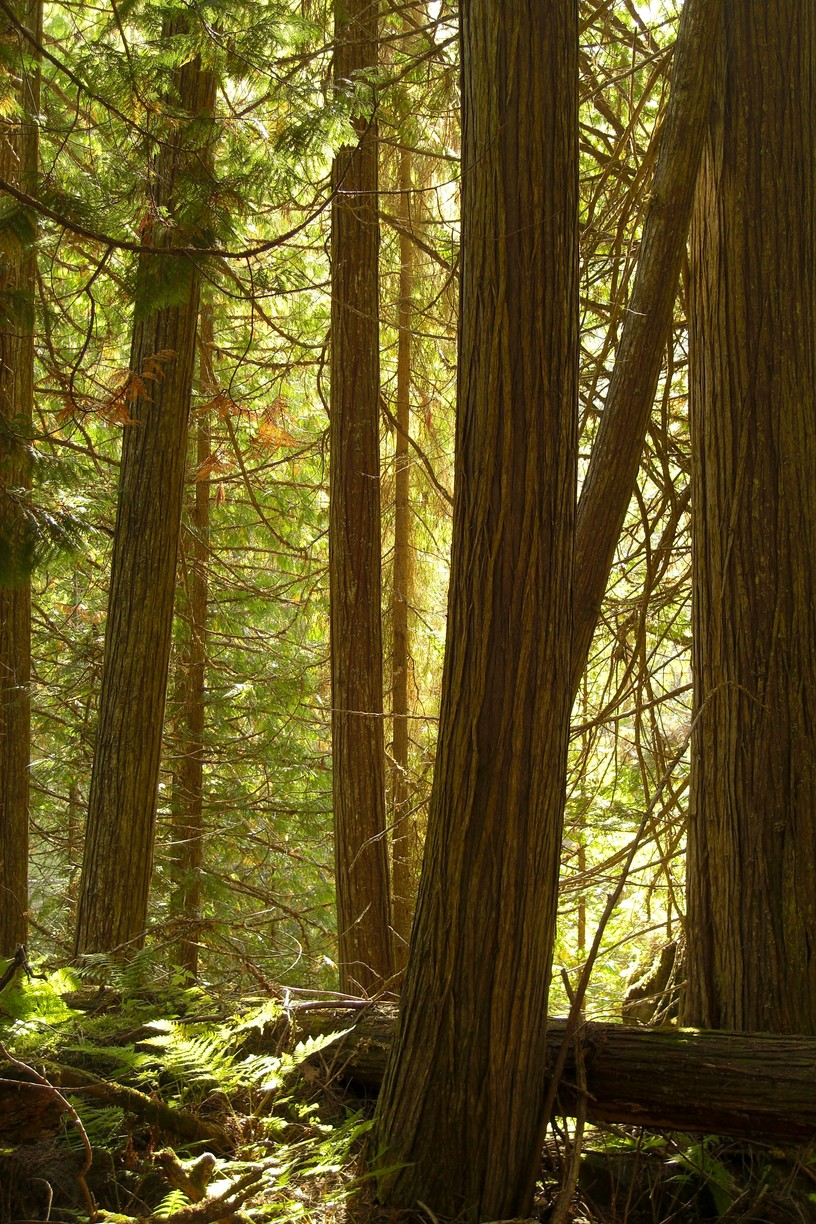
Wells Gray Park（ブリティッシュコロンビア州）
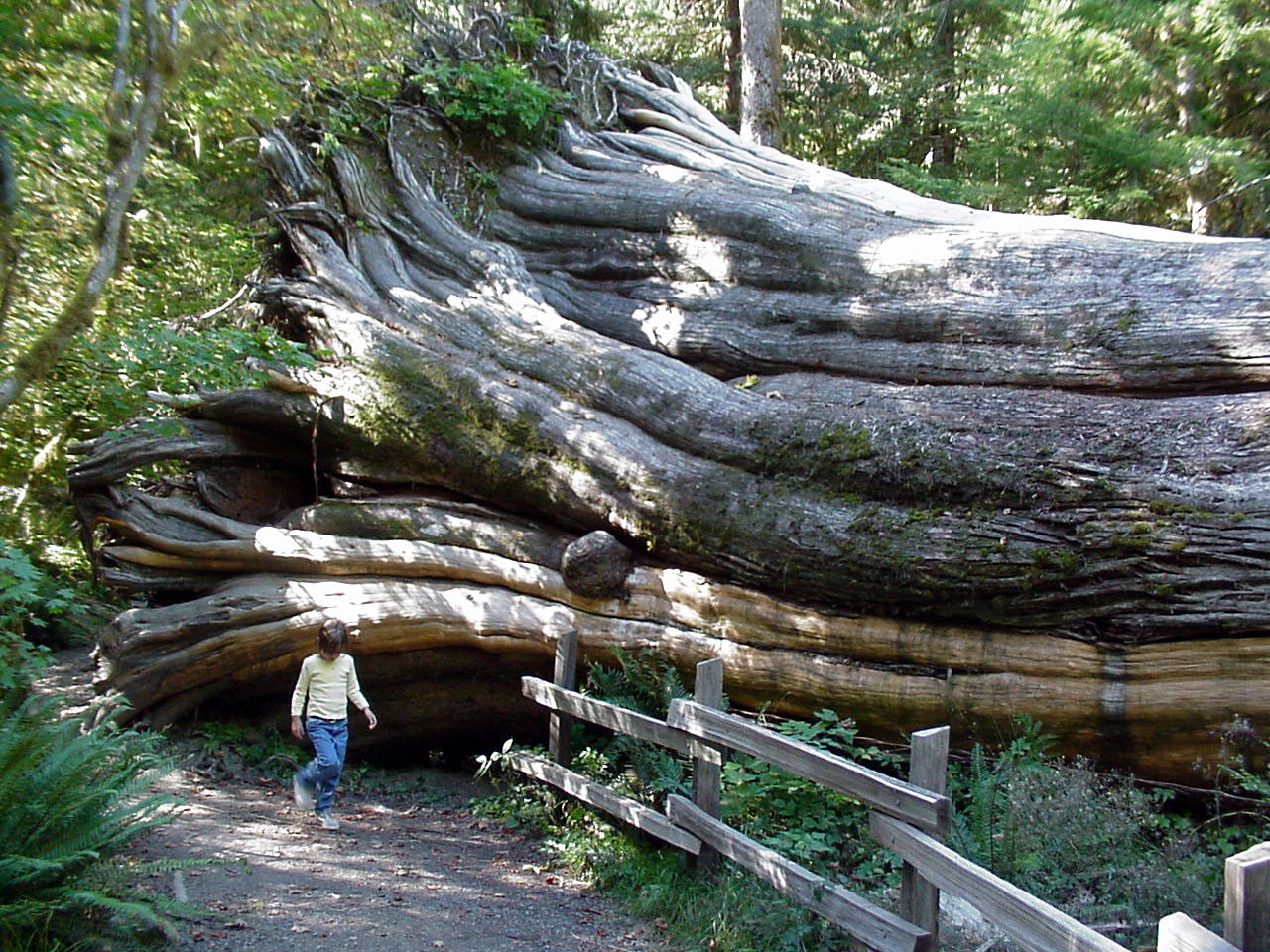
倒伏した巨大なアメリカネズコ（オリンピック国立公園; ワシントン州）
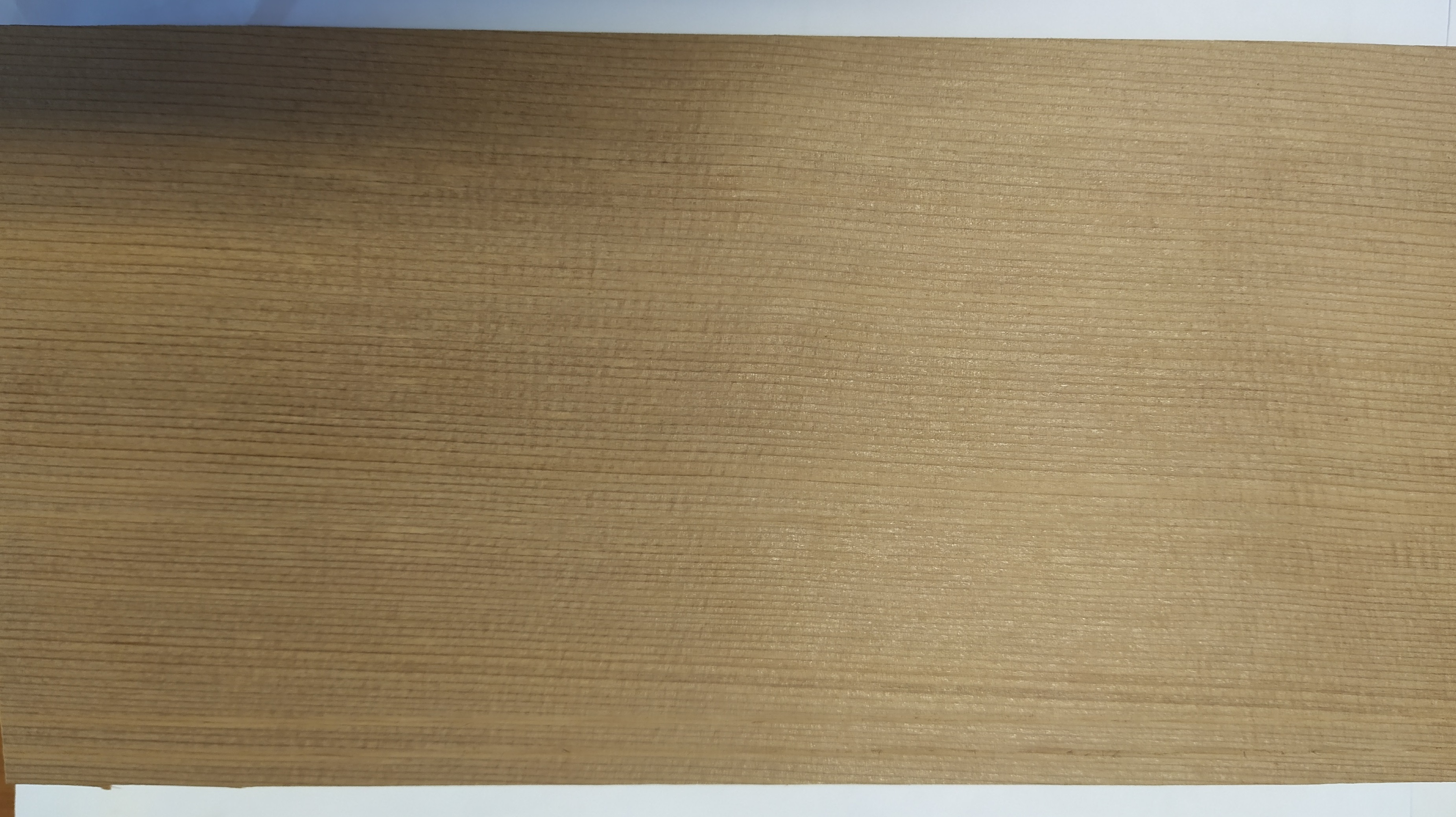
木材